# Odontomyia africana
Odontomyia africana är en tvåvingeart som först beskrevs av Lindner 1944.  Odontomyia africana ingår i släktet Odontomyia och familjen vapenflugor.
Artens utbredningsområde är Tanzania. Inga underarter finns listade i Catalogue of Life.